# Сјујумбике
Сјујумбике (рус. Сююмбике; 1516 — око 1554) је била татарска владарка из Казања и жена неколико казанских канова. Након освајања Казања Иван Грозни ју је одвео (односно хтео одвети) у Москву.

## Легенда о Сјујумбикином торњу
Сјујумбике има значајну и трагичну улогу у свести Татара. О њој кружи легенда која се наводно проширила након руског освајања Казања. Тада ју је Иван Грозни запросио. Пошто није могла да га одбије, Сјујумбике је пристала под условом да у року од 7 дана изгради торањ који ће бити виши од највише џамије у Казању — џамија Колшариф. Ивану Грозном је то и успело, након чега се Сјујумбике са тог торња бацила у смрт. Торањ и данас стоји у Казању и носи име Сјујумбикин торањ.